# 駐巴西臺北經濟文化辦事處
駐巴西臺北經濟文化辦事處（葡萄牙語：Escritório Econômico e Cultural de Taipei no Brasil），亦稱駐巴西代表處，是中華民國政府派駐巴西聯邦共和國的代表機構。
辦事處負責推動臺灣與巴西之間的政治、經濟、文化、學術、新聞、觀光等方面的交流合作，以及辦理護照、簽證、文件證明等领事相關業務，並提供僑民服務與旅外國人急難救助，功能等同邦交國的大使館。館務轄區為駐聖保羅臺北經濟文化辦事處以外的其他巴西州分。
巴西政府派駐臺灣的代表機構則是巴西商務辦事處。

## 歷史[9]
1975年7月14日，於第1大城聖保羅設立具大使館功能的駐巴西遠東貿易中心。
1980年2月15日，更名為駐巴西臺北商務中心。6月，於第2大城里约热内卢增設分中心。
1992年1月10日，於首都巴西利亚設立駐巴西臺北經濟文化辦事處，原駐聖保羅、里約熱內盧的商務中心、分中心亦同時更名為臺北經濟文化辦事處。
2002年12月20日，裁撤駐里約熱內盧臺北經濟文化辦事處，由駐聖保羅臺北經濟文化辦事處兼轄。
辦事處目前下轄領務組、經濟組、僑務組等單位。

## 外部連結
- 駐巴西臺北經濟文化辦事處的Facebook、Twitter、Instagram